# 2593 Burjatyija
A 2593 Burjatyija (ideiglenes jelöléssel 1976 GB8) a Naprendszer kisbolygóövében található aszteroida. Nyikolaj Sztyepanovics Csernih fedezte fel 1976. április 2-án.